# Аполлон і Дафна

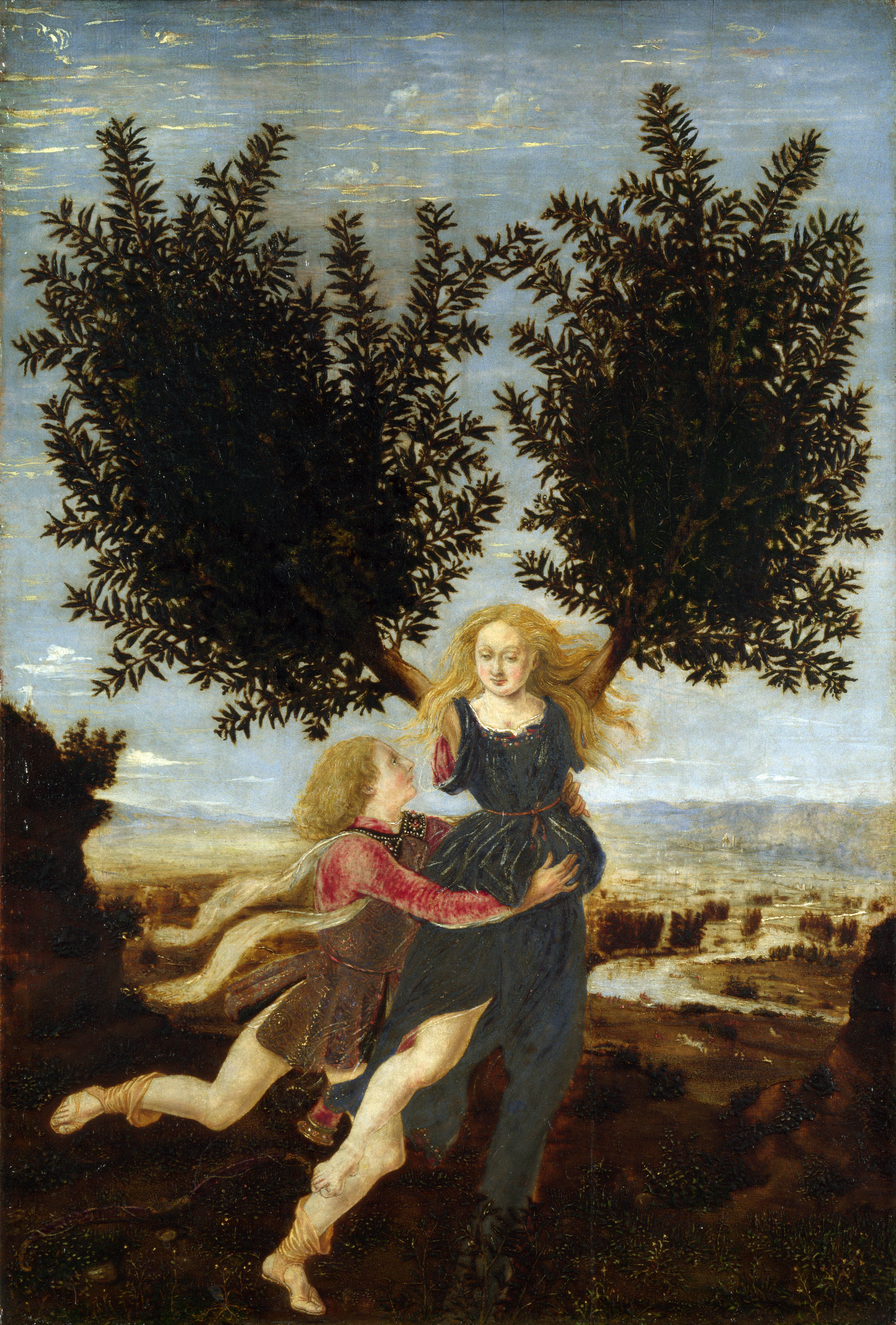
Аполлон і Дафна приписується П'єро Поллайоло

Аполлон і Дафна це історія з давньогрецької міфології, переказана елліністичними та римськими авторами у формі любовної віньєтки.

## Міф
Аполлон, грецький/римський бог музики, поезії, мистецтва і чудовий воїн, насміхався з бога кохання, Ероса, як той використовував лук і стрілу, оскільки Аполлон також покровитель стрільби з лука. Він сказав: "Що ти робиш з могутньою зброєю, хлопче?". "Це твоє знаряддя до снаги нам, тим, що здатні завдати впевнених ран диким звірям і ворогам, хто нещодавно вбив бундючного Пітона, що привалював так багато акрів своїм смертоносним черевом, незліченними стрілами! Ти задовольнишся тим, щоб викликати любов своєю стрільбою аби не претендувати на мої почесті".  Це контекст передісторії. 
Ображений Ерос приготував тоді дві стріли: одну із золота й одну зі свинцю. Він вистрілив в Аполлона золотою стрілою, вселяючи богу палку любов до річкової німфи Дафни, а у Дафну свинцевою стрілою, прищеплюючи їй ненависть до Аполлона. Подібно до сестри Аполлона Артеміди (Діана), Дафна знехтувала багатьма потенційними прихильниками, надаючи перевагу лісовим забавам. Відповідно до своєї ідентифікації як “aemula Phoebes” (жінка-суперник або послідовниця Артеміди) вона присвятила себе вічній невинності. ЇЇ батько, річковий бог Пеней, наполягав, щоб вона одружилася і народила йому онуків. Проте вона благала свого батька залишитися неодруженою; він врешті-решт погодився. 
Аполлон постійно переслідував її, благаючи залишитися, але німфа продовжувала йому відмовляти. Вони були рівні в цих перегонах, поки Ерос не втрутився, допомагаючи Аполлону наздогнати Дафну. Бачачи, що Аполлон от-от наздожене її, Дафна звернулася до свого батька: "Допоможи мені, Пенею! Нехай земля розступиться, щоб сховати мене, або зміни мій образ, що наразив мене на цю небезпеку! Дозволь мені звільнитися від цього чоловіка відтепер!" Тоді Пеней відповів на її благання і "сильне оніміння охопило її кінцівки, її м'які груди вкриті тонкою корою, її волосся перетворюється на листя, її руки змінюються на гілки; її ступні, ще недавно швидкі, тепер чіпляються за мляве коріння". Вона перетворилася на лаврове дерево.
Незважаючи на переляк Дафни і завзяте наполягання, щоб він покинув її, Аполлон поклявся величати її навіки: "Завжди будеш ти у моєму волоссі, у моїй лірі й у моєму сагайдаку, лавре. Ти будеш дарунком для   латинських вождів, коли радісний голос заспіває тріумфальну пісню і Капітолій побачить довгі процесії".
Аполлон також використав сили вічної молодості і безсмертя, щоб зробити Дафну вічнозеленою. Саме тому листя лавра не тьмяніє.

## Аполлон і Дафна у мистецтві

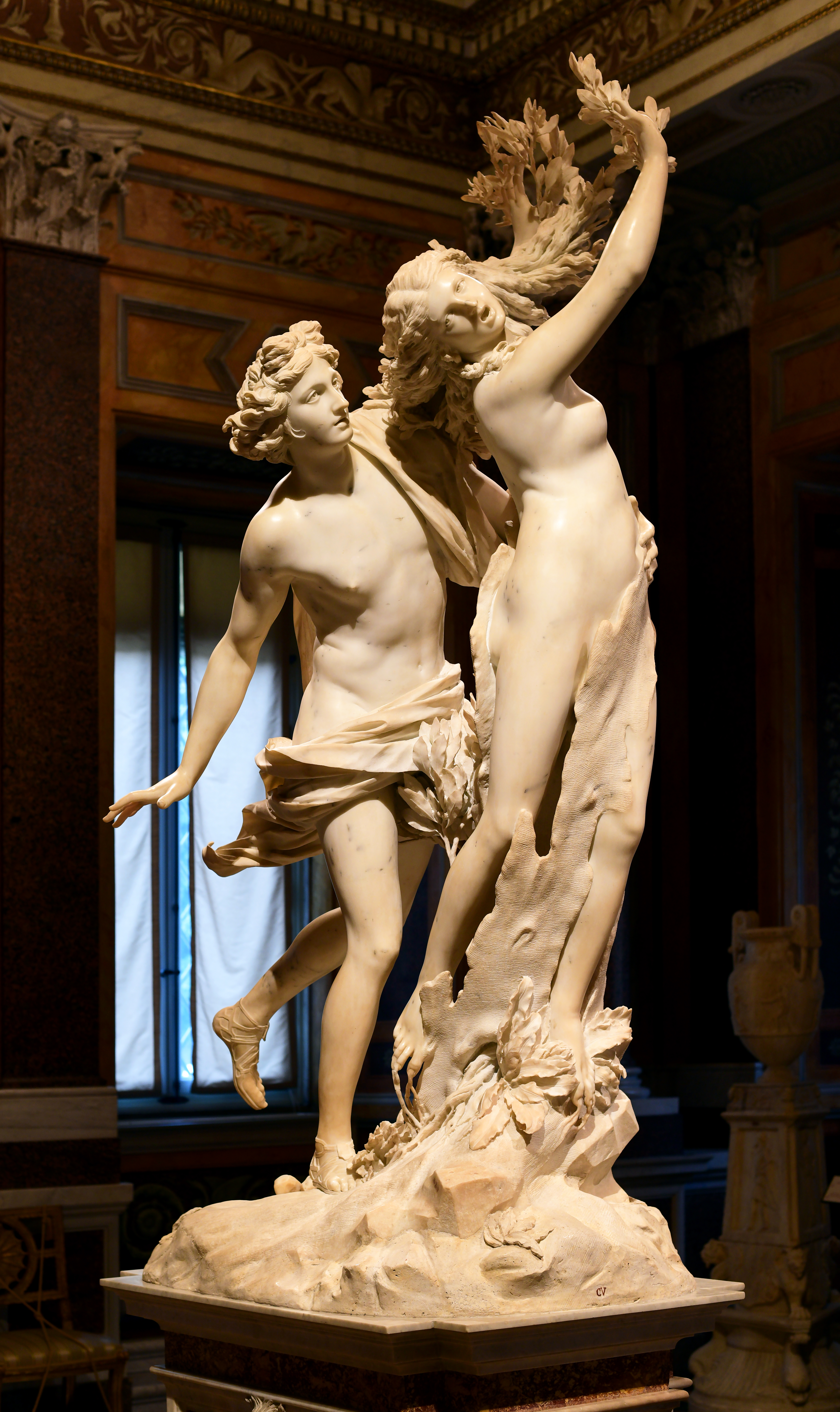
Аполлон і ДафнаЛоренцо Берніні.

Між 1622 і 1625 Лоренцо Берніні створив мармурову статую в повний зріст у бароковому стилі, названу Аполлон і Дафна. Аполлон ухопився за стегно Дафни, затримуючи її, у той час як вона втікає від нього. Аполлон має на собі лавровий вінок, а Дафна зображена на півдорозі до перетворення на лаврове дерево з руками, що вже змінюються на гілки, коли вона втікає і закликає свого батька врятувати її від Аполлона.
Художник 18 століття Джованні Баттіста Тьєполо приблизно у 1743-1744 рр. намалював картину олійними фарбами, аналогічно зобразивши Дафну на півдорозі до перетворенням і Аполлона у погоні за нею. Зараз вона висить у Луврі в Парижі.
Такі художники як Антоніо Поллайоло та його брат П'єро, часто пристосовували сцени з грецької міфології до свого часу. На картині Поллайоло "Аполлон і Дафна" обидвоє зображені в ренесансному одязі, де Дафна в процесі перетворення на лаврове дерево. Ця картина знаходиться у Національній галереї в Лондоні.
Існує думка, що Поцілунок Густава Клімта є символічним зображенням поцілунку, даного Аполлоном Дафні у момент її перетворення на лаврове дерево.

## Теми

### Цнотливість проти пристрасті
Міф про Аполлона та Дафну розглядали як битву між цнотливістю (Дафна) та сексуальним потягом (Аполлон). Оскільки Аполлон з жагою переслідує Дафну, вона врятована завдяки перетворенню на лаврове дерево, що можна трактувати як прояв вічної невинності. Дафна змушена пожертвувати своїм тілом і стати лавровим деревом, як єдиний спосіб втечі. Аполлон виготовляє вінок із її лаврових гілок і перетворює цей символ цнотливості на культурний символ для себе та інших поетів та музикантів.

### Хижак проти жертви
У "Метаморфозах" Овідія, книга І: «Аполлон і Дафна», Овідій використовує тварин, щоб зробити емоції персонажів більш видимими для читача. Овідій характеризує погоню Аполлона за Дафною більш анімалістичною, ніж людською, і створює метафору хижака та його здобичі, щоб показати зв’язок між ними. Овідій пише: "sic agna lupum, sic cerva leonem, sic aquilam penna fugiunt trepidante columbae", що означає: "Так молоде ягня втікає від вовка, так лань втікає від лева, так голуб втікає від орла, тремтячи крилом". Кожна тварина, будучи здобиччю, рятується від свого хижака, і в кожному випадку хижак є сильнішою твариною. 
Те, що Овідій використовує тварин, дозволяє нам по-справжньому зрозуміти, що саме відбувається у цей час між Дафною та Аполлоном. Йому вдається співвідносити характеристики тварин з персонажами розповіді. Овідій пише: “hostēs quaeque suōs”, що означає “кожен втікає від своїх ворогів”. Це показує нам складність ситуації, в якій знаходиться Дафна; вона не тільки оцінює Аполлона як того, хто закоханий у неї, а ще й як ворога. Овідій також пише: "amor est mihi causa sequendi", що означає "кохання є причиною переслідування для мене". Аполлон стверджує, що причина його переслідування - любов, але у цьому є відтінок, схожий на те, як тварина женеться за своєю здобиччю з голоду, наче, не захопивши цю здобич, вона загине.
Аполлон висловлює стурбованість тим, що Дафна намагається втекти. Овідій показує це, коли пише: "moderatius, oro, curre fugamque inhibe", що означає: "Прошу, біжи повільніше і стримай політ". Овідій використовує тут анімалістичні образи, кажучи "політ". Він хоче, щоб Дафна "стримала політ", що нагадує голуба та орла у попередніх рядках.

## Емоції Аполлона і Дафни

### Дафна
У розповіді про Аполлона та Дафну можна побачити Аполлона як людину, охоплену бажанням чогось, що вона не може досягти: Дафну. Через те, що він переслідує її з лихим наміром, Дафна не в змозі досягти вічної невинності. 
Під час самої погоні Дафна описана як "celer timore" або швидка від страху. Не тільки її страх додав їй швидкості, але й її опір. Рішучість Дафни Овідій виражає через її розтріпаність стихійними силами: "Nudabant corpora venti, obviaque adversas vibrabant flamina vestes (497)", що перекладається: "вітри уражали її шкіру і зустрічні вітри роздували одяг у протилежному напрямку".
При перетворенні на лаврове дерево очевидно, що вона досягла вічної невинності, оскільки була обмежена як буквально, так і образно у своїй новій формі, але її страх перед Аполлоном був постійно присутній, бо про неї сказано: "refugit tamen oscula lignum (556)", що перекладається, "дерево знову уникає поцілунків".

### Аполлон
Є три основні емоції, які Аполлон переживає протягом трьох основних частин історії: гордість, пристрасть та втрата.
У пролозі до історії Аполлон демонстрував зарозумілість щодо Купідона настільки, що Купідон вирішив це змінити назавжди. Коли вплив Купідона починає охоплювати Аполлона, він наповнюється пристрастю до Дафни, яка посилюється протягом усієї погоні. Як тільки Дафна перетворюється, бажання Аполлона змінюється на горе через втрату Дафни. Ця втрата передана через велике використання носових приголосних, що імітують звук стогону, через втрату у цьому випадку.